# 8603 Senator
8603 Senator eller 3134 T-3 är en asteroid i huvudbältet som upptäcktes den 16 oktober 1977 av den nederländsk-amerikanske astronomen Tom Gehrels och det nederländska astronomparet Ingrid van Houten-Groeneveld och Cornelis Johannes van Houten vid Palomarobservatoriet. Den är uppkallad efter fågeln Rödhuvad törnskata.
Asteroiden har en diameter på ungefär 3 kilometer.